# Cipadu Jaya
Cipadu Jaya is een bestuurslaag in het regentschap Tangerang van de provincie Banten, Indonesië. Cipadu Jaya telt 18.692 inwoners (volkstelling 2010).